# Haseldorf
Haseldorf település Németországban, Schleswig-Holstein tartományban. Lakosainak száma 1861 fő (2023. december 31.).

## Népesség
A település népességének változása:
| Lakosok száma | 1456 | 1800 | 1785 | 1829 | 1845 | 1861 |
|               | 1975 | 2017 | 2019 | 2021 | 2022 | 2023 |